# Antonio Fissiraga
Antonio Fissiraga est membre de la famille des Fissiraga (it), seigneur de Lodi, ayant vécu au XIIIe siècle pendant le Moyen Âge.

## Biographie
En 1292, à la tête de la faction guelfe, il met fin aux luttes entre les Overgnaghi et les Vistarini d'un côté et les Sommariva, et en 1302 devient podestat de Lodi, poste lui étant octroyé par les Torriani. Pendant son mandat, il favorise la construction et la fondation,.En 1252, le pape Innocent IV a réadmis la présence d'un évêque dans la ville de Lodi, désigné en la personne de Bongiovanni Fissiraga, appartenant à l'une des familles les plus importantes de la ville. Le nouvel évêque rappela les franciscains, précédemment expulsés, dans la ville et leur donna une nouvelle église parrainée et financée par Antonio Fissiraga, probablement le neveu de l'évêque, et son épouse Flora dei Tresseni.
C'est en effet grâce à la volonté d'Antonio Fissiraga, seigneur de Lodi et l'un des chefs les plus influents de la Ligue guelfe de Lombardie dans les quinze premières années du XIVe siècle, qu'il obtint, le 5 novembre 1303, l'autorisation officielle du pape Benoît XI de construire à Lodi le  Monastère de Santa Chiara, un monastère de franciscains. À partir de 1301, année où les hostilités ont repris contre les Visconti, seigneurs de Milan, il s'allie avec les seigneuries de Pavie et de Plaisance, avec lesquelles, au printemps 1302, il lance une offensive contre Matteo Visconti qui, en raison de luttes intestines, ne peut faire face à la coalition. En effet, le 14 juin 1302, la coalition antiviscontienne menée par Alberto Scotti le vainc, le contraignant à l'exil à Nogarola chez les Scaligeri.